# ゴパクマー・ヴァッファ不変量
理論物理学では、ラジェシュ・ゴパクマー (Rajesh Gopakumar) とカムラン・ヴァッファ (Cumrun Vafa) は、3次元カラビ・ヤウ多様体のBPS状態(BPS state)の数を表す、新しい位相不変量、ゴパクマー・ヴァッファ不変量 (ゴパクマー・ヴァッファふへんりょう、Gopakumar-Vafa invariant) を、一連の論文で導入した。（Gopakumar & Vafa (1998a)、Gopakumar & Vafa (1998b) を参照。また、Gopakumar & Vafa (1998c)、 Gopakumar & Vafa (1998d) も参照。）彼らは、3-次元カラビ・ヤウ多様体 M のグロモフ・ウィッテン不変量の母函数となる次の公式を導いた。
{\displaystyle \sum _{g\geq 0,n\geq 1,\beta \in H^{2}(M,\mathbb {Z} )}GW(g,\beta )q^{-\beta }\lambda ^{2g-2}=\sum _{k>0,r\geq 0,\beta \in H^{2}(M,\mathbb {Z} )}BPS(r,\beta ){\frac {1}{k}}{\biggl (}2\sin {\bigl (}{\frac {k\lambda }{2}}{\bigr )}^{2r-2}q^{k\beta }{\biggr )}}
ここに、{\displaystyle GW(g,\beta )} はグロモフ・ウィッテン不変量を、{\displaystyle \beta } は種数 g を持つ擬正則曲線 (pseudoholomorphic curve) の数を、{\displaystyle BPS(r,\beta )} はBPS状態の数を表す。

## 位相的場の理論の分配函数として
ゴパクマー・ヴァッファ不変量は位相的場の理論の分配函数とみなすことができる。この不変量は次のゴパクマー・ヴァッファの形をした分配函数であることが提案されている。
{\displaystyle Z_{top}=\exp {\biggl [}\sum _{k>0,r\geq 0,\beta \in H^{2}(M,\mathbb {Z} )}BPS(r,\beta ){\frac {1}{k}}{\biggl (}2\sin {\bigl (}{\frac {k\lambda }{2}}{\bigr )}^{2r-2}q^{k\beta \cdot t}{\biggr )}{\biggr ]}\ .}